# Fun in Acapulco
Fun in Acapulco (с англ. — «Веселье в Акапулько») — альбом американского певца Элвиса Пресли, являющийся саундтреком к одноимённому фильму (см. «Веселье в Акапулько»). Фильм и музыка продолжили формулу «Голубых Гавайев» (экзотические места, модные амплуа, красивые девушки и лёгкая, специально написанная к фильму музыка, в данном случае с привкусом мексиканской музыки, ставшей популярной в 1960-е годы). Fun in Acapulco занял 3-е место в США.
Две последние песни были записаны отдельно от саундтрека 28—29 мая 1963 года и к фильму отношения не имеют.

## Список композиций
1. «Fun in Acapulco»
2. «Vino Dinero y Amor»
3. «Mexico»
4. «El Toro»
5. «Marguerita»
6. «Bullfighter Was a Lady»
7. «No Room to Rhumba in a Sports Car»
8. «I Think I’m Gonna Like It Here»
9. «Bossa Nova Baby»
10. «You Can’t Say No in Acapulco»
11. «Guadalajara»
12. «Love Me Tonight»
13. «Slowly But Surely»

Форматы: грампластинка, компакт-диск, аудиокассета

## Альбомные синглы
- «Bossa Nova Baby» / «Witchcraft» (октябрь 1963)

## Участники записи
- Elvis Presley — вокал
- The Jordanaires — бэк-вокал
- The Amigos — бэк-вокал
- Anthony Terran, Rudolph Loera — труба
- Scotty Moore, Barney Kessel — гитара
- Tiny Timbrell — гитара, мандолина
- Dudley Brooks — фортепиано
- Ray Seigel — бас-гитара
- Emil Radocchia — перкуссия
- D.J. Fontana, Hal Blaine — ударные